# Easter egg
Un easter egg (in italiano, letteralmente, uovo di Pasqua) in informatica è un contenuto, di solito di natura faceta o bizzarra e innocuo, che i progettisti o gli sviluppatori di un prodotto, specialmente software, nascondono nel prodotto stesso.
L'espressione rievoca la caccia all'uovo di Pasqua tradizionalmente svolta in alcuni paesi nel periodo pasquale.
Un esempio celebre sono i frammenti di videogiochi attivabili con determinate pressioni di tasti in molte versioni di Microsoft Excel o altri prodotti Office, ma è utilizzato anche in altri ambiti, indicando contenuti nascosti all'interno di libri, film o episodi di serie TV e soprattutto videogiochi.

## Storia
Il termine venne coniato da Steve Wright della Atari, nell'ambito dei videogiochi.

Erroneamente si ritiene che il primo caso noto di easter egg in un videogioco sia in Adventure, del 1979, dove appaiono le iniziali nascoste dell'autore Warren Robinett, ma un esempio ancora precedente si ha in una cartuccia per la console Fairchild Channel F dove, inserendo un codice di 48 numeri all'inizio del gioco "Videocart-4: Spitfire" si vede apparire il nome del presunto autore, Michael K. Glass. Tale easter egg è stato però scoperto solo molto tempo dopo l'uscita del gioco, analizzando il disassemblato della cartuccia e scoprendo sia il codice nascosto che la porzione di programma che si attiva con esso. Senza tale indagine sarebbe stato praticamente impossibile scoprirlo perché non c'era traccia visibile di esso da nessuna parte. Anche altri 2 titoli (Democart e Video Whizball) sempre per la Channel F contengono altri easter egg, anche se meno nascosti del primo; un altro caso che precede Adventure, scoperto nel 2017, è nel videogioco arcade Starship 1 (Atari, 1977), dove con particolari azioni è possibile far apparire la scritta "Hi Ron!" introdotta dal programmatore Ron Milner.
Per il momento il primo videogioco conosciuto e che contiene un contenuto nascosto è Moonlander (conosciuto anche come Lunar Lander) del 1973 per DEC GT40, dove atterrando vicino ad una struttura rettangolare compare la M di McDonald's, mentre nel caso la navicella vada ad urtare tale rettangolo comparirà il messaggio che si è demolito l'unico MacDonald's presente sulla luna (McDonald's scritto erroneamente).

## Caratteristiche
Questo contenuto si classifica come tale se è qualcosa di completamente estraneo alle normali funzioni del software in questione e al tempo stesso non causa nessun danno (quindi si escludono contenuti nascosti di natura ben diversa e malevola come virus, trojan, spyware e via dicendo).
La maggior parte degli easter egg si trovano nascosti in prodotti software: molto spesso svolgono il ruolo di una sorta di "firma" che il programmatore integra nel prodotto che ha realizzato. Oggi l'espressione ha assunto un significato più esteso; viene considerato tale qualunque elemento nascosto in un prodotto e accessibile solo attraverso una serie di passaggi (click, pressione di tasti, ecc.). Non di rado, perciò, si sente parlare di easter egg anche nell'ambito dei CD musicali (ad esempio come traccia nascosta) o nei DVD (contenuti accessibili solo premendo alcuni tasti del telecomando o attivando aree del menu non segnalate).

## Easter egg e aziende
In molti casi, soprattutto quando inteso come "firma", un easter egg viene inserito in un prodotto per iniziativa personale di uno sviluppatore. In questi casi, l'azienda produttrice può decidere di agire legalmente contro uno sviluppatore riconosciuto come responsabile. Vi sono precedenti in cui questa azione disciplinare contro uno sviluppatore autore di easter egg si è conclusa con un licenziamento. Vi sono, tuttavia, anche contesti (per esempio quello dei videogiochi) in cui l'introduzione di easter egg è accettata o addirittura richiesta dall'azienda produttrice, in quanto contribuisce al fascino del prodotto presso il suo target.

## Easter egg e televisione
Nella televisione, l'esempio più noto di easter egg è quello relativo al personaggio Coliandro, che nella relativa serie TV viene sempre e solo chiamato con il cognome, e il suo nome non viene mai pronunciato da nessuno. Ma in alcune scene il nome è visibile di sfuggita.

## Cultura di massa
- Nel romanzo Player One del 2011 e nell'adattamento Ready Player One diretto da Steven Spielberg l'obiettivo del protagonista è trovare un easter egg.
- Nel cinema il termine viene utilizzato in riferimento a dettagli inseriti in alcune scene dai registi, ad esempio riferimenti ad altri film, citazioni ad opere letterarie ed artistiche o brevi cameo di personaggi famosi spesso difficili da notare.[9][10]